# Square du Limousin
Le square du Limousin est une voie du 13e arrondissement de Paris, en France.

## Situation et accès
Le square du Limousin est une voie située dans le 13e arrondissement de Paris. Il débute au 17, avenue de la Porte-de-Vitry et se termine au 6, rue Darmesteter.

## Origine du nom

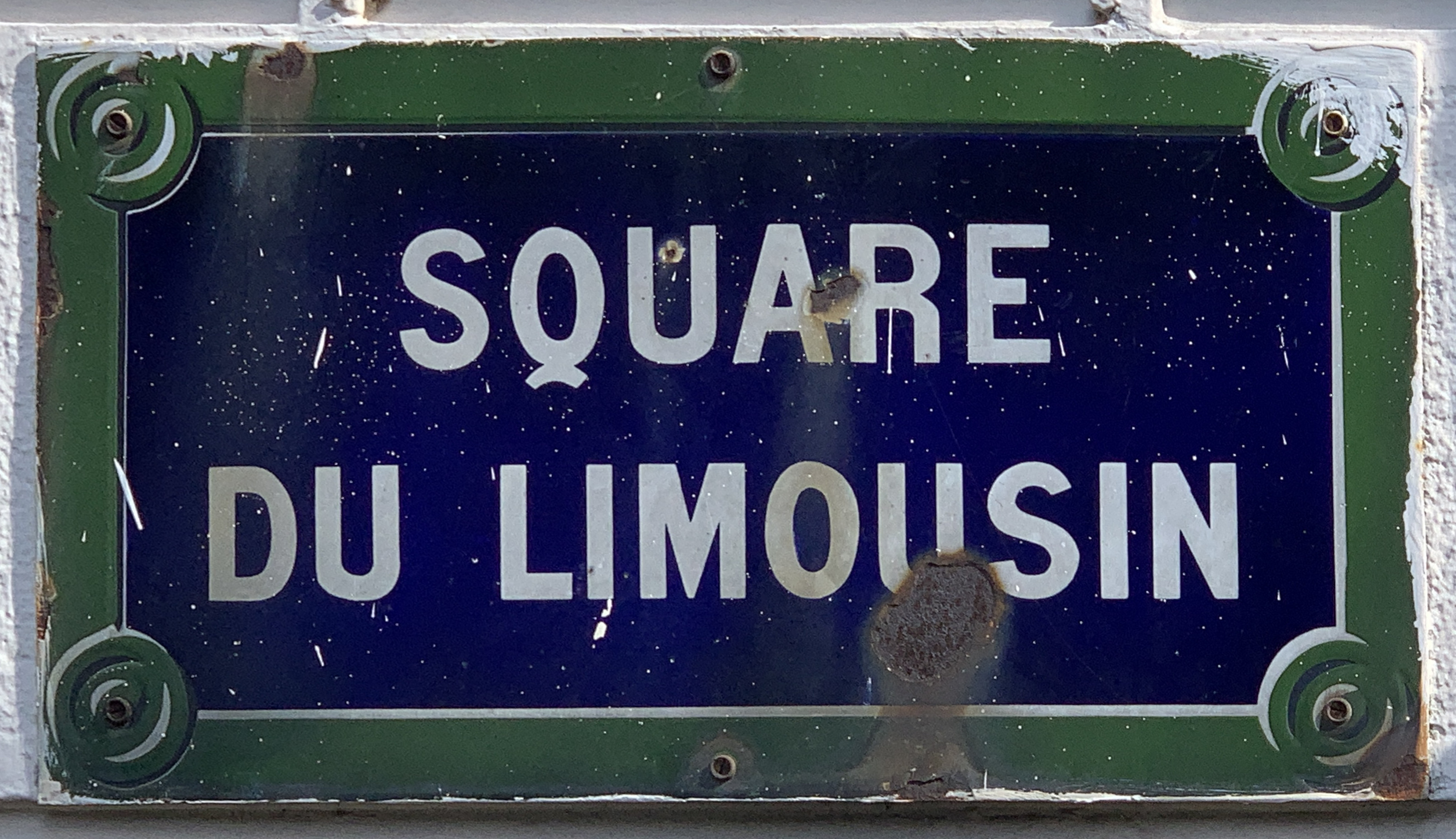
Plaque de la voie.

La voie rend hommage au Limousin, région historique du centre-ouest de la France.

## Historique
La voie est ouverte en 1932 pour desservir des habitations à bon marché (HBM) sur l'emplacement du bastion no 91 de l'enceinte de Thiers.